# Sutomore
Sutomore (Montenegrijns: Сутоморе; Venetiaans: Spizza) is een kleine kustplaats met 1827 inwoners, in de gemeente Bar, Montenegro. 

## Geschiedenis
Sutomore werd in de Venetiaanse tijd van 1420 tot 1797 Spizza genoemd, behalve tijdens een korte bezetting door de Turken. Van 1879 tot 1918 was de plaats de zuidelijkste gemeente van het Koninkrijk Dalmatië onderdeel van Oostenrijk-Hongarije. De Oostenrijkse volkstelling van 1910 liet zien dat aan het begin van de  twintigste eeuw nog Venetiaans sprekende families in Spizza woonden.

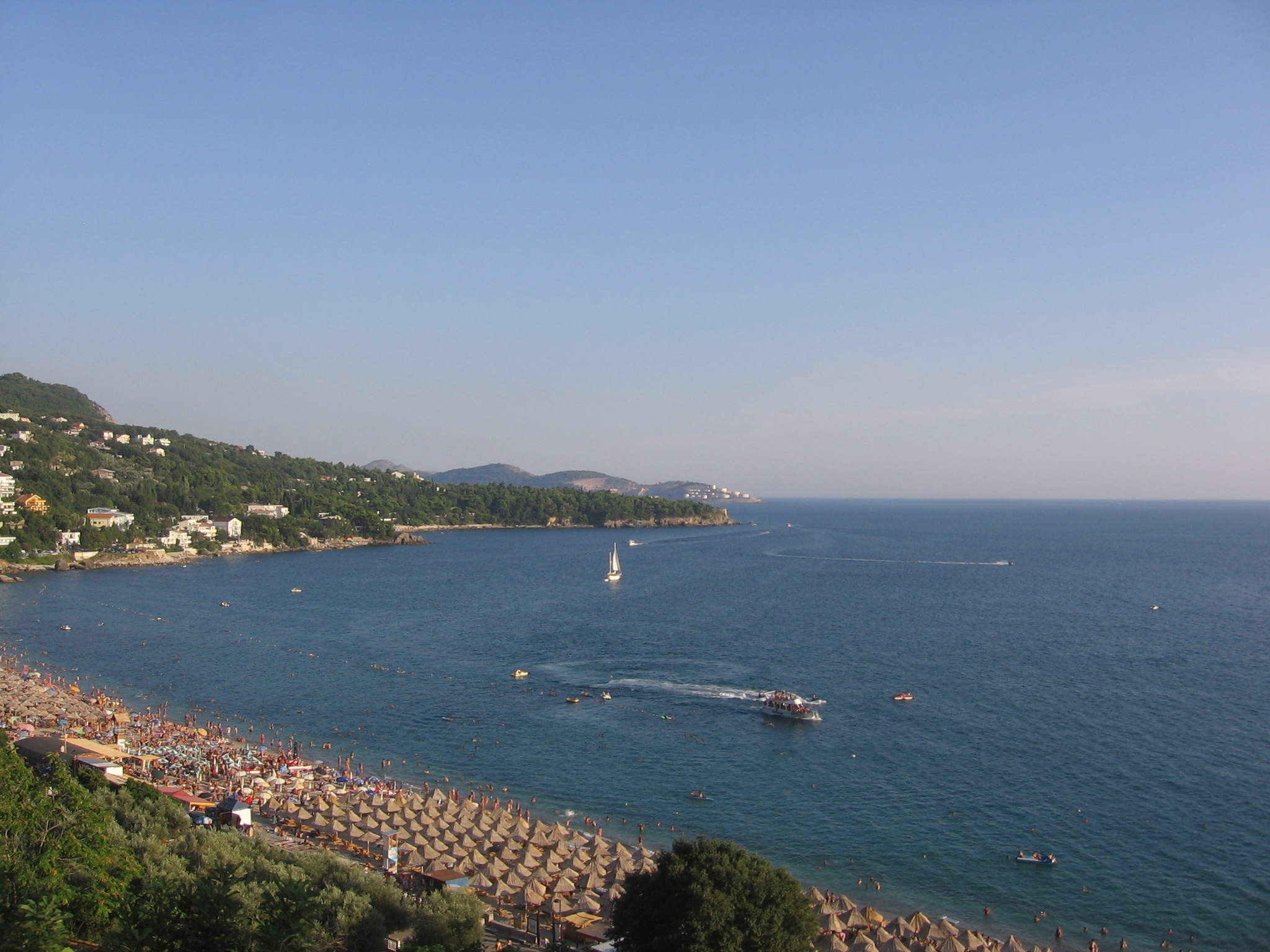
Strand van Sutomore (zomer)

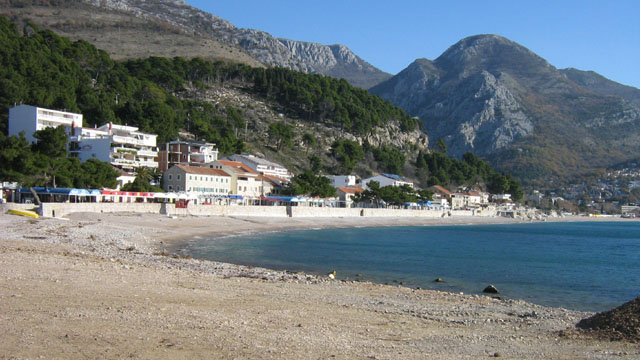
Strand van Sutomore (winter)

## Heden
Sutomore is tegenwoordig vooral bekend om het twee kilometer lange strand. Lage prijzen in vergelijking met het nabij gelegen Budva en de goede toegankelijkheid via de spoorlijn Belgrado - Bar maken de plaats tot een geliefd oord bij toeristen die vooral in de zomermaanden in Sutomore te vinden zijn. Daarnaast is de plaats geliefd bij jongeren uit Podgorica dat door de Sozinatunnel op slechts een halfuur rijden met trein of auto ligt.

## Bevolking
Van de 1827 inwoners zijn, volgens de volkstelling van 2003: 
- 848 Serviër
- 769 Montenegrijn
- 210 Overige